# أم الصمعة
أم الصمعة هي إحدى قرى معتمدية سوق الأحد من ولاية قبلي. وتقع على الطريق الرابطة بين قبلي وتوزر.